# Patrick Aloysius O’Boyle

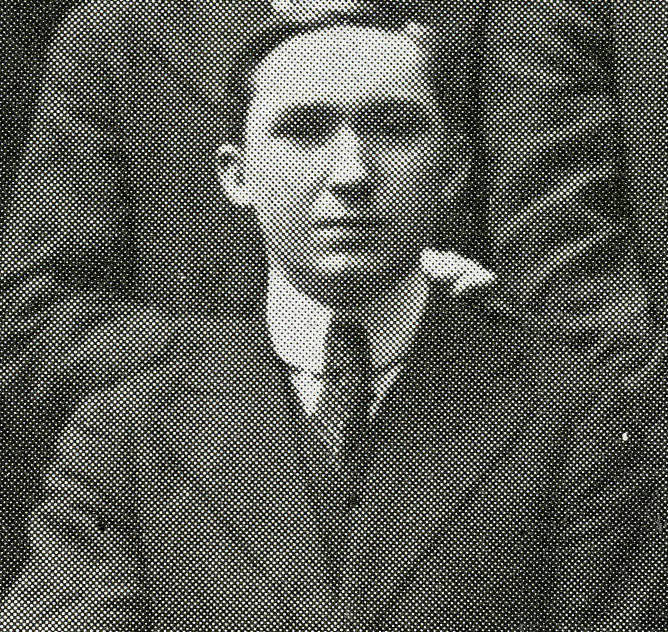
Patrick O’Boyle im Alter von 20 Jahren (1916)

Boyles Kardinalswappen

Patrick Aloysius Kardinal O’Boyle (* 18. Juli 1896 in Scranton, Pennsylvania; † 10. August 1987 in Washington) war Erzbischof von Washington.

## Leben
Patrick Aloysius O’Boyle studierte am St. Thomas College in Scranton und am Priesterseminar St. Joseph’s Seminary and College in Yonkers, New York. Am 21. Mai 1921 empfing er das Sakrament der Priesterweihe. Bis 1926 arbeitete er als Gemeindeseelsorger im Erzbistum New York. Von 1932 bis 1936 war er Lehrer an einer Schule für Sozialarbeit, von 1936 bis 1943 leitete er das Waisenhaus Mission of the Immaculate Virgin auf Staten Island. 1941 erhielt er die Ernennung zum Geheimkämmerer Seiner Heiligkeit, 1944 die zum Päpstlichen Hausprälaten. Von 1943 bis 1947 oblag ihm die Leitung der Caritas im Erzbistum New York.
Am 29. November 1947 ernannte ihn Papst Pius XII. zum ersten Erzbischof des zwei Wochen zuvor errichteten Erzbistums Washington. Die Bischofsweihe empfing er am 14. Januar 1948 durch den Erzbischof von New York, Francis Kardinal Spellman. Mitkonsekratoren waren John Michael McNamara, Titularbischof von Eumenia und Weihbischof in Washington D.C., sowie Henry Theophilus Klonowski, Titularbischof von Daldis und Weihbischof in Scranton.
Patrick Aloysius O’Boyle nahm in den Jahren 1962 bis 1965 am Zweiten Vatikanischen Konzil teil. Am 28. August 1963 sprach er das Eröffnungsgebet der Kundgebung beim Marsch auf Washington für Arbeit und Freiheit, auf der Martin Luther King seine Rede I Have a Dream hielt.
Papst Paul VI. nahm ihn 1967 als Kardinalpriester mit der pro hac vice zur Titelkirche erhobenen Titeldiakonie San Nicola in Carcere in das Kardinalskollegium auf. Von der Leitung des Erzbistums Washington trat er 1973 aus Altersgründen zurück. Er starb am 10. August 1987 in Washington und wurde in der dortigen Kathedrale beigesetzt.